# Colcha "K"
Colcha "K" è un comune (municipio in spagnolo) della Bolivia nella provincia di Nor Lípez (dipartimento di Potosí) con 11.972 abitanti (dato 2010).

## Cantoni
Il comune è suddiviso in 13 cantoni.
- Atulcha
- Chuvica
- Calcha „K“
- Cocani
- Colcha „K“
- Julaca
- Llavica
- Río Grande
- San Cristóbal
- San Juan
- Santiago
- Santiago de Agencha
- Soniquera